# Funkce signum

Graf reálné funkce signum

Funkce signum (neboli znaménková funkce, zkratka sgn) je matematická funkce reálné nebo komplexní proměnné, která číslu přiřazuje komplexní jednotku vyjadřující orientovaný směr od obrazu nuly k obrazu tohoto čísla.

## Reálné signum
Reálné signum je definováno následujícím způsobem:
{\displaystyle \operatorname {sgn} x={\begin{cases}-1,&x<0\\0,&x=0\\1,&x>0\end{cases}}}
Libovolné číslo lze tedy vyjádřit jako součin znaménka a absolutní hodnoty:
{\displaystyle x=\operatorname {sgn}(x)\cdot |x|}

## Komplexní signum
Funkce signum může být zobecněna na komplexní čísla tak, že
{\displaystyle \operatorname {sgn} z={\frac {z}{|z|}}}
pro každé {\displaystyle z\in \mathbb {C} } s výjimkou {\displaystyle z=0}. Signum daného komplexního čísla {\displaystyle z} je bod na jednotkové kružnici v komplexní rovině se středem v počátku [0,0], který je nejblíže {\displaystyle z}.
Další zobecnění funkce signum na reálné a komplexní výrazy je funkce csgn, definovaná takto:
{\displaystyle \operatorname {csgn} (z)={\begin{cases}1,&\Re (z)>0\vee (\Re (z)=0\land \Im (z)>0)\\-1,&\Re (z)<0\vee (\Re (z)=0\land \Im (z)<0)\\0,&\Re (z)=\Im (z)=0\end{cases}}}
Potom (kromě {\displaystyle z=0}):
{\displaystyle \operatorname {csgn} (z)={\frac {z}{\sqrt {z^{2}}}}={\frac {\sqrt {z^{2}}}{z}}}

## Vlastnosti
- Znaménková funkce je lichá.
- Znaménková funkce reálné proměnné je spojitá ve všech bodech kromě počátku.
- Primitivní funkce k funkci signum je absolutní hodnota, ale derivací absolutní hodnoty není signum (v bodě nula není derivace definována).